# María Heredia Lecaro
María Esther Heredia Lecaro de Capovilla (Guayaquil, 14 de septiembre de 1889-27 de agosto de 2006) fue una supercentenaria ecuatoriana. Tiene el récord de haber sido la segunda persona Latinoaméricana más longeva de todos los tiempos.
Al tiempo de su muerte, a la edad 116 años y 347 días, estuvo reconocida por el Libro Guinness de los récords como la persona viva más vieja del mundo.

## Biografía
Era la hija de un coronel, vivió su vida entre la élite de clase alta y estudió arte. Según ella, nunca fumó o bebió licores fuertes.
En 1917 se casó con Antonio Capovilla, un oficial militar nacido en Croacia y de quien enviudó en 1949. De este matrimonio nacieron cinco hijos; tres de ellos todavía vivían a la fecha de la muerte de María: Hilda (81), Irma (79) y Aníbal (77). También tenía doce nietos, veinte bisnietos y dos tataranietos. A la edad de 100 años, casi murió, llegando a recibir la extremaunción, sin que luego volviera a tener problemas de salud.

### Supercentenaria
En diciembre de 2005 y a los 116 años, María contaba con una buena salud: miraba televisión, leía el diario y caminaba sin bastón, aunque debía ser ayudada.
Dos años antes de su muerte ella no podía salir de su casa, la que compartía con su hija Hilda y su yerno. En una entrevista manifestó su disgusto por el hecho de que en la actualidad las mujeres puedan cortejar a los hombres.

### Muerte
En marzo de 2006, durante su última entrevista, su estado de salud había declinado: ya no podía leer más, su voz se había deteriorado y ya no caminaba. Falleció por neumonía en la última semana de agosto de 2006, a solo 18 días de su cumpleaños 117.

## Récord
Los documentos que certificaban la edad de Heredia Lecaro fueron aprobados por Guinness en agosto de 2005, y se la nombró la persona viva más anciana del mundo, sustituyendo a la neerlandesa Hendrikje van Andel-Schipper. A su muerte, la sucedió la estadounidense Elizabeth Bolden.
Cuando murió a la edad de 116 años y 347 días, era la duodécima persona con edad verificada más vieja de la humanidad.
Al momento de su muerte, Heredia Lecaro era la sudamericana más anciana de la historia. Sin embargo, el 4 de octubre de 2021, la brasileña Francisca Celsa dos Santos superó su edad y se convirtió en la nueva sudamericana más longeva de todos los tiempos. María Heredia Lecaro fue también la última persona viva con datos verificables nacida en los años 1880.